# Johann Criginger
Johann Criginger (1521 Jáchymov – 27. prosince 1571 Marienberg) byl německý luterský farář, spisovatel a kartograf v Marienberku.

## Život
První zmínka o Johannu Crigingerovi je z roku 1538, kdy byl imatrikulován na univerzitě ve Wittenbergu, na které působil například i Martin Luther nebo Philipp Melanchthon. V létě roku 1540 přešel Criginger na Lipskou univerzitu a v roce 1541 na univerzitu v Tübingenu. Od roku 1543 působil jako učitel v Crimmitschau, poté se ale vrátil zpět do Wittenbergu, kde v roce 1544 promoval na magistra svobodných umění.
Od roku 1547 působil jako dvorní kazatel hraběte Lorenze Schlicka ve Žluticích. V roce 1548 se stal duchovním v Marienberku, kde působil od roku 1551 jako arciděkan. V roce 1559 se stal pastorem v kostele Panny Marie, na tomto postu působil až do své smrti.
Criginger je autorem dvou biblických dramat, v těchto dílech se věnuje především výuce důvěry v boha a zbožnosti.

## Crigingerova mapa Čech

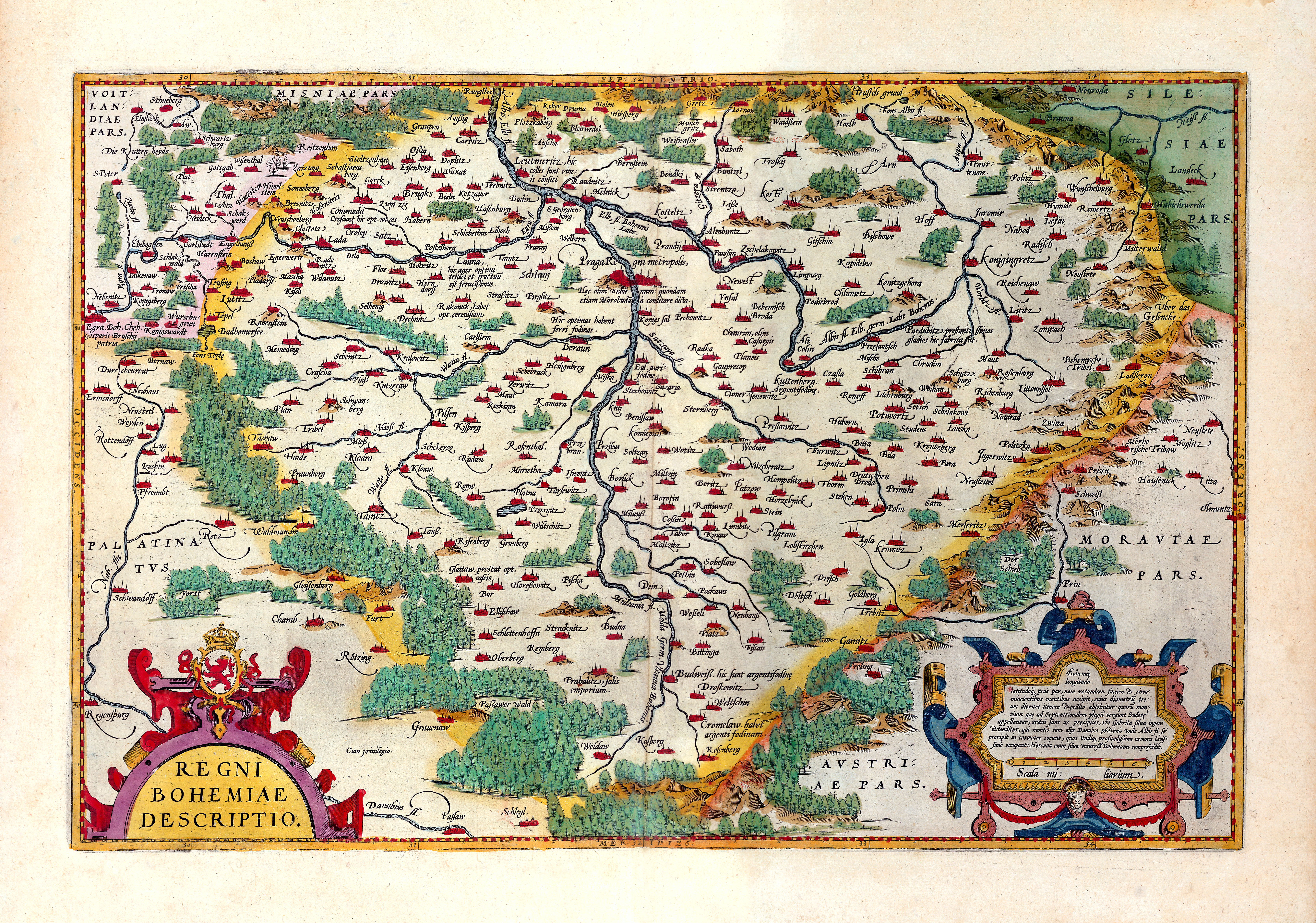
Crigingerova mapa Čech, 1568

Criginger byl také kartografem. Jeho nejvýznamnějším dílem je Bohemiae regni nova chorographica descriptio známá spíše jako „Crigingerova mapa Čech“, vydaná v roce 1568.
Tato mapa je orientovaná k severu. Měřítko má 1:683 500. Rozměr rámu je 510×340 mm. Vlastní mapa má tvar oválu o rozměrech 486 mm a 412 mm. Mapa je v rozích doplněna rytinami, na nichž jsou zobrazeny čtyři erby panovníků Koruny české – Čech, Moravy, Slezska, Horní a Dolní Lužice.
Na horní straně rámu je zobrazen v malém kruhovém rámečku medailon s profilem císaře Rudolfa II. Na mapě je zobrazeno 292 sídel. Umístění sídla je znázorněno kroužkem, u kterého jsou zobrazeny panoramatické znaky sídel. Kroužky jsou dvou velikostí, bez výplně nebo se žlutou výplní. Podle Kuchaře (1961) jsou sídla rozdělena do čtyř skupin. Města, městečka a vesnice patří do první skupiny a jsou znázorněny kroužkem a skupinou budov, které jsou vykresleny okolo kroužku. Takovýchto sídel je na mapě zobrazeno 224. Do druhé skupiny patřily budovy zakreslené na kopci – touto značkou byly vyznačeny hrady a zámky. Třetí značkou byl obrázek kostela se dvěma věžemi, takto byla zobrazena ta sídla, v nichž se nacházely velmi významné kláštery. Menší sídla patřila do čtvrté skupiny a byla označena jednoduchým znakem budovy.
Výškopis je znázorněn kopečkovou metodou. Dobře jsou zobrazeny vodní toky.
Mapa byla vytištěna v Lipsku a později po Crigingerově smrti ji tiskař v Praze velice výhodně prodával a do mapy vlepoval na prázdné místo portréty vládnoucích panovníků.
Crigingerova mapa je mnohem obsáhlejší než Klaudiánova a to i přes to, že ji Criginger kreslil doma a při její tvorbě necestoval.
Mapa existuje ve dvou exemplářích, jeden se nachází ve Strahovském klášteře a druhý v Salcburku.
Později vzniklo několik kopií Crigingerovy mapy Čech, mezi nejznámější patří Münsterova, Orteliova (1570) a také Merkatorova kopie (1585). Poslední zmiňovaná kopie byla doplněna o místopis jižních Čech. Naopak Ortelius odstranil z mapy všechna území, která nepatřila k Čechám, avšak nedopatřením odstranil i výběžky severních Čech.
J. Criginger vytvořil v roce 1567 také mapu Saska pro saského kurfiřta Augusta.